# 戈德弗雷·坎布里奇
戈德弗雷·麥克阿瑟·坎布里奇（英語：Godfrey MacArthur Cambridge，1933年2月26日—1976年11月29日），美國男演員以及單口喜劇演員，活躍於20世紀60年代。1965年，他與比爾·寇司比、迪克·格里高利和尼普西·拉塞尔被《時代》雜誌譽為「美國最著名的黑人喜劇演員」。其喜劇成就據《時代》所述，坎布里奇「每週收入高達四千美元......在舊金山的Hungry i夜總會和好萊塢的The Crescendo俱樂部之類的絕佳場所工作，從各方面來看，完全是頭條新聞人物。」
著名影視作品如電影《驚弓之鳥》（1967年）、《龍虎黑煞星》（1970年）、《黑白換》（1970年）和《龍虎煞星火拼剃刀黨》（1972年）。

## 早期生活
戈德弗雷·坎布里奇生於紐約市，父親亞歷山大·坎布里奇（Godfrey MacArthur Cambridge）和母親莎拉·坎布里奇（Alexander Cambridge）是來自英属圭亚那的移民。父母對紐約公立學校系統不滿意，所以在坎布里奇上小學時將他送到加拿大新斯科舍省悉尼與祖父母一起生活。13歲時，坎布里奇搬回紐約，就讀皇后區法拉盛的當地高中。
1949年，坎布里奇在霍夫斯特拉大学念醫學系，三年後退學，開始從事演藝事業。

## 個人生活
坎布里奇與作家马娅·安杰卢和演員休·赫德一起在紐約市為馬丁·路德·金恩組織了第一批慈善活動之一；據安杰卢介紹，該活動於20世紀50年代末在Village Gate夜總會舉行，為金恩的民權運動籌集了九千美元。
1962年，坎布里奇與演員芭芭拉·安·蒂爾結婚。三年後，夫妻離婚。70年代，他一直處於半退休狀態，鮮少公開露面；1972年與奧德里亞諾·邁耶斯（Audriano Meyers）。
1976年11月29日，坎布里奇在ABC電視電影《恩德培勝利》的拍攝地加利福尼亚州伯班克因心臟病去世，享年43歲，他在該片中飾演的伊迪·阿敏改由朱利葉斯·哈里斯接演。坎布里奇之死被阿敏本人評價為「上帝的懲罰」。他被安葬在洛杉磯好萊塢山地區的森林草坪紀念公園。

## 外部連結
- 戈德弗雷·坎布里奇在互联网电影资料库（IMDb）上的資料（英文）
- 互联网外百老汇数据库（IOBDB）上戈德弗雷·坎布里奇的資料（英文）
- 在Find a Grave上的戈德弗雷·坎布里奇
- Russell, Thaddeus. .  (fee, via Fairfax County Public Library). Gale. 2006  [2013-01-29]. Gale Document Number: GALE | K3444700229. （原始内容存档于2023-08-06）.
- .  (fee, via Fairfax County Public Library). New York: Charles Scribner's Sons. 1995  [2013-01-29]. Gale Document Number: GALE | BT2310016556. （原始内容存档于2019-12-11）.
- Erickson, Hal. . Movies & TV Dept. The New York Times.   [2013-01-30]. （原始内容存档于2013-02-16）.</ref><ref>Tafoya, Eddie. . Santa Barbara, Calif.: Greenwood. 2011: 69–86. ISBN 9780313380846. LCCN 2010054393.